# Ernst Strasser
Ernst Strasser (29 de Abril de 1956 em Grieskirchen, Baixa Áustria) é um político do Partido Popular Austríaco (ÖVP).
Ele foi ministro federal dos negócios internos de Fevereiro de 2000 até Dezembro de 2004.